# Thierry Cygan
Thierry Cygan (Lens, 4 april 1975) is een Franse voormalig voetballer die voornamelijk als verdediger speelde. Voordien speelde hij bij ES Wasquehal, Valenciennes FC, Angers SCO en AS Cherbourg. Zijn oudere broer, Pascal, is eveneens profvoetballer.

## Carrière
- 1992-1996: Valenciennes FC
- 1996-2002: ES Wasquehal
- 2002-2008: Angers SCO
- 2008-2009: AS Cherbourg
- 2009-2010: SO Cholet